# Feng-šan Ho
Feng-šan Ho, v tradiční čínštině 何鳳山 (10. září 1901, I-jang, Chu-nan – 28. září 1997, San Francisco), byl čínský diplomat. Během 2. světové války zachránil stovky, možná tisíce Židů. Je známý jako čínský Schindler.

## Životopis
Od roku 1937 pracoval Feng-šan Ho pro čínský konzulát ve Vídni. Po převzetí Rakouska nacistickým Německem v roce 1938, potřeboval každý, kdo chtěl opustit zemi, emigrační průkaz – například vízum. Proti vůli svých nadřízených začal Ho vystavovat víza do Šanghaje, i když žádná vízová povinnost neexistovala.
Během své další diplomatické kariéry sloužil Ho v Egyptě, Mexiku, Bolívii a Kolumbii. V roce 1973 odešel do důchodu.
V roce 2001 mu byl udělen titul „Spravedlivý mezi národy“. Byl druhým občanem Číny, který ho získal. První byl Pan Jun Shun.